# Luigi Negri (archevêque)
Pour les articles homonymes, voir Negri.
Ne doit pas être confondu avec Luigi Negri (homme politique).
Luigi Negri (Milan, 26 novembre 1941 - Milan 31 décembre 2021) est un archevêque catholique italien, théologien et universitaire, depuis le 15 février 2017 archevêque émérite de Ferrara-Comacchio.

## Biographie
Luigi Negri naît le 26 novembre 1941 à Milan, ville métropolitaine et siège archiépiscopal.

### Formation et ministère sacerdotal
Luigi Negri fréquente le Liceo classico Giovanni Berchet (it) de Milan, où il est l'un des premiers élèves de l'abbé Luigi Giussani, dont il devient bientôt l'un des plus proches collaborateurs et le fils spirituel. Il rencontre alors le mouvement ecclésial Gioventù Studentesca (it) (« Jeunes Étudiants »), auquel il reste lié pour le reste de son activité pastorale. De 1965 à 1967, il est le premier président diocésain du mouvement. Il participe par ailleurs à l'essor du mouvement Communion et Libération, qui en découle.
En juin 1965, Luigi Negri obtient son doctorat en philosophie avec une thèse sur la pensée du philosophe dominicain Tommaso Campanella. À l'automne 1967, il entre au séminaire diocésain de Venegono, puis est ordonné prêtre le 28 juin 1972 par le cardinal Giovanni Colombo, archevêque de Milan. En octobre 1972, il obtient une licence en théologie à la Faculté de théologie d'Italie du Nord, puis, jusqu'à sa consécration épiscopale en 2005, enseigne la théologie et l'histoire de la philosophie à l'université catholique du Sacré-Cœur, à Milan.

### Ministère épiscopal
Le 17 mars 2005, il est nommé évêque de Saint-Marin-Montefeltro par le pape Jean-Paul II, en remplacement de Mgr Paolo Rabitti, précédemment nommé archevêque de Ferrara-Comacchio. C'est l'une des dernières nominations épiscopales faite par Jean-Paul II. Le 7 mai suivant, Luigi Negri est consacré en la cathédrale de Milan, des mains du cardinal Dionigi Tettamanzi, assisté des archevêques Carlo Caffarra et Paolo Romeo. Le 22 mai, il prend possession canonique du diocèse, en la cathédrale de Pennabilli.
Le 18 septembre 2012, il est nommé père synodal pour la XIIIe Assemblée générale ordinaire du Synode des évêques sur la nouvelle évangélisation.
Le 1er décembre 2012, il est nommé archevêque de Ferrara-Comacchio par le pape Benoît XVI, succédant de nouveau à Paolo Rabitti, démissionnaire en raison de son âge. Le 3 mars 2013, Mgr Negri prend possession canonique de l'archidiocèse, dans la cathédrale Saint-Georges de Ferrare. Âgé de 75 ans, il renonce à sa charge en juin 2017.
Selon La Repubblica, Mgr Negri est « un prélat parfois critiqué pour ses positions conservatrices et fondamentalistes ». En 2020, il est par exemple, avec Mgr Carlo Maria Viganò, l'un des premiers signataires de l'appel Veritas liberabit vos, « pour l'Église et pour le monde », une tribune appelant à ce que la pandémie de Covid-19 ne soit plus utilisée comme un « prétexte » pour « [violer] les droits inaliénables des citoyens [...] en limitant d’une manière disproportionnée et injustifiée leurs libertés fondamentales, y compris l’exercice de la liberté de culte, d’expression et de mouvement ».

## Travaux
Luigi Negri est l'auteur d'environ trente volumes et quarante essais.
- Persona e Stato nel pensiero di Hobbes, Jaca Book, 1988
- L'uomo e la cultura nel magistero di Giovanni Paolo II, Jaca Book, 1988
- L'antropologia di Romano Guardini, Jaca Book, 1989
- Fede e Ragione in Tommaso Campanella, Massimo, 1990
- Il Magistero sociale della Chiesa, Jaca Book, 1994
- False accuse alla Chiesa, Piemme, 1997
- Cristo destino dell'uomo, Piemme, 1998
- Essere prete oggi, Piemme, 1999
- Controstoria. Una rilettura di mille anni di vita della Chiesa, San Paolo, 2000
- Nell'anno della Trinità, Piemme, 2000
- Il Mistero si fa Presenza. Meditazioni sui tempi liturgici, Ancora, 2000
- Cristianesimo e Senso Religioso, Massimo, 2001
- Ripensare la modernità, Cantagalli, 2003
- Vivere il Cristianesimo, Gribaudi, 2004
- L'insegnamento di Giovanni Paolo II, Jaca Book, 2005
- Pio IX. Attualità & Profezia, Ares, 2006
- Vivere il Matrimonio, Ares, 2006
- Per un umanesimo del terzo millennio. Il magistero sociale della Chiesa, Ares, 2007
- Lo stupore di una vita che si rinnova. Spunti di riflessione sull'esperienza cristiana, Cantagalli, 2008
- Emergenza educativa. Che fare?, Fede & Cultura, 2008
- Con Galileo oltre Galileo, Sugarco (con Franco Tornaghi), 2009
- Perché la Chiesa ha ragione. Su vita, famiglia, educazione, Aids, demografia, sviluppo, Lindau (con Riccardo Cascioli), 2010
- Parole di fede ai giovani, Fede & Cultura, 2010
- Fede e cultura. Scritti scelti, Jaca Book, 2011
- Risorgimento e identità italiana: una questione ancora aperta, Cantagalli, 2011
- Vivere il matrimonio. Percorso di verifica per fidanzati & sposi, Ares, 2012
- I Promessi Sposi nostri contemporanei, Mimep-Docete, 2014
- Il cammino della Chiesa. Fondamenti, storia & problemi, Ares, 2015
- False accuse alla Chiesa (nuova Edizione), Gribaudi, 2016

## Honneurs
- Citoyen d'honneur de la municipalité de Pennabilli, 16 juin 2012.